# Daniel Perissé
Daniel Alberto Perissé (Temperley, Provincia de Buenos Aires, Argentina, 16 de febrero de 1936 - Buenos Aires, Argentina, 27 de septiembre de 2008.) Capitán de Fragata de Infantería de Marina (R.E.), ufólogo, fue reconocido por sus investigaciones sobre el fenómeno OVNI.

## Biografía
Su ingreso a la Armada se produjo en el año 1952, y en 1965 era Teniente de Fragata cuando le cupo desempeñarse como Comandante del Destacamento Naval Decepción, en la isla del mismo nombre, perteneciente al archipiélago de las Shetland del Sur, en la Antártida.
Su particular interés por el fenómeno ovni se iniciaría en ese año, al producirse varias observaciones de objetos no identificados que involucraron a la base "B" inglesa, a la base "Pedro Aguirre Cerdá", chilena, y al Destacamento argentino en el que se encontraba, todos con asiento en Isla Decepción, más otros fenómenos anómalos informados desde el Destacamento Naval Orcadas, en Isla Laurie.
Ese múltiple avistamiento de ovnis en los cielos antárticos fue inmediatamente refrendado por varios comunicados oficiales y tuvo alta difusión en la prensa mundial de la época.
En el ámbito ufológico desarrolló numerosos estudios de gabinete y tareas de investigación de campo. Publicó trabajos en las revistas Cuarta Dimensión, Extraterrestre, Investigando, Ufopress y Cuadernos de Ufología, además pronunció conferencias en distintos puntos de la República Argentina.
Entre los años 1966 y 1974 integró la Comisión Permanente de Investigación del fenómeno ovni, presidida por el Capitán de Navío Omar Roque Pagani, en el seno de la Armada Argentina.
Perteneció a la Comisión de Investigaciones Ufológicas (CIU), fundado por Guillermo Carlos Roncoroni y Alejandro Agostinelli, e integró durante cinco años (1984/1989), Como Vocal Titular Segundo, la Comisión Directiva de la Federación Argentina de Estudios de la Ciencia Extraterrestre (FAECE), participando como expositor de los Congresos anuales que ésta organizaba.
Era asiduo participante de las reuniones mensuales que la Rueda de Investigadores del Fenómeno Ovni (RIFO) llevaba a cabo en el Centro Cultural Encuentro, de Buenos Aires. En dicho ámbito se desempeñaba como coordinador de las Primeras Jornadas Federales de Trabajo Ufológico.
Invitado por la Fund for UFO Research Inc. (FUFOR), participó como expositor en el décimo octavo Simposio Internacional de la Mutual UFO Network. (MUFON), reunido en Washington D. C., EUA, en junio de 1987, publicándose dos trabajos suyos en los Proceedings editados ese año con motivo de dicho evento.
Era consultor en Estadística de la MUFON y estaba asociado a FUFOR, a Aerial Anomalies International (AAI) y al proyecto UNICAT.
Era miembro honorario de la RED ARGENTINA DE OVNILOGÍA (R.A.O.)
Cabe destacar que la parapsicología constituyó su otra área de interés investigativo. Durante su estadía en la Antártida llevó a cabo una serie de experiencias coordinadas con el Instituto Argentino de Parapsicología en las cuales participaron especialistas de unas veinte naciones. Perteneció durante 1967 a la Comisión Directiva del mencionado Instituto, como Vocal Suplente de la misma, y fue invitado en 1981 a integrar el Comité de Honor del Primer Congreso Argentino de Parapsicología.
En 1993 un accidente cerebrovascular le dejó como secuela una severa hemiplejía, falleció en la Ciudad de Buenos Aires en 2008.

## Avistamientos Ovni en la Antártida[3]
En junio, julio y agosto de 1965 argentinos, chilenos y británicos observaron en la Isla Decepción el paso de un objeto luminoso que volaba en zig-zag y que quedó suspendido en el aire.
El 3 de julio, el personal del destacamento naval Decepción (Argentina) del cual Daniel Perissé era su Comandante observa el paso de un artefacto extremadamente raro. Ese mismo día, los chilenos desde su base en la misma isla detectan los movimientos de otro objeto, quizá el mismo que vieron los argentinos desde su destacamento, hacia el sudoeste de la isla donde se encuentra el destacamento naval argentino.
Por su parte, los británicos también observan ese mismo objeto. Los cinco miembros de la base antártica inglesa en la isla confirman ese mismo día de julio que ven en el cielo una extraña mancha luminosa. Su color es rojo, con variaciones al amarillo y verde. Según los británicos, el ovni permaneció estático durante 10 minutos.
Por último, ese mismo 3 de julio de 1965, los variómetros que se encontraban en el laboratorio del destacamento naval argentino en las Islas Orcadas del Sur sufren notables perturbaciones.
Los Gobiernos de Argentina y Chile emitieron comunicados oficiales sobre los avistamientos.

## Obra
- Fenómeno Ovni Reflexiones, Investigaciones y Estudios (IPN Editores – Argentina – 2008)